# Altrichthys
Altrichthys là một chi cá biển nằm trong phân họ Pomacentrinae của họ Cá thia. Cả ba loài trong chi này đều được tìm thấy tại tỉnh Palawan của Philippines, và đều là những loài đặc hữu của đảo quốc này.

## Các loài
Ba loài nằm trong chi này là:
- Altrichthys alelia Bernardi, Longo & Quiros, 2017[4]
- Altrichthys azurelineatus (Fowler & Bean, 1928)
- Altrichthys curatus Allen, 1999

## Mô tả chung
Vây lưng và hai thùy đuôi của A. alelia được viền màu vàng, trong khi dải viền ở A. azurelineatus là màu đen, còn A. curatus lại không có dải viền nào trên vây lưng và vây đuôi như hai loài trước đó. A. alelia và A. azurelineatus có các tia sợi ở vây lưng và vây đuôi, trong khi A. curatus không có đặc điểm này. Cá bột của A. alelia có một sọc vàng nổi bật dọc theo chiều dài cơ thể.

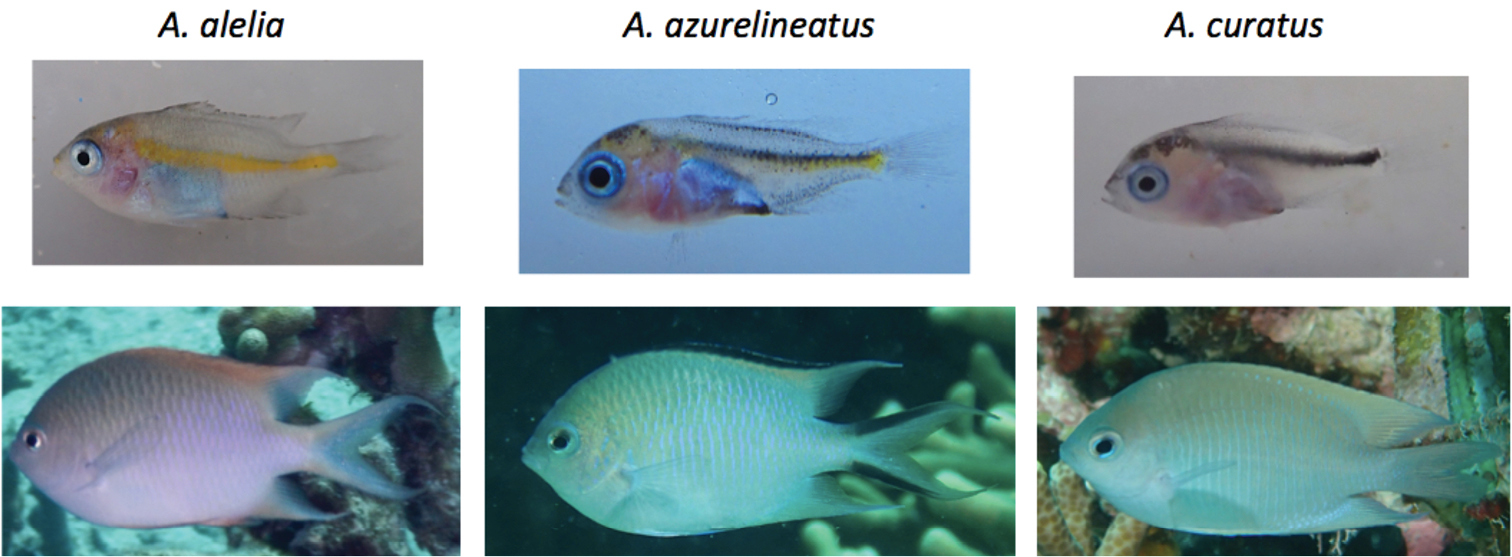
Cá bột và cá trưởng thành của ba loài Altrichthys

## Sinh thái học
Thức ăn của Altrichthys chủ yếu là các loài động vật phù du. Altrichthys và Acanthochromis polyacanthus là những loài cá thia mà cá con nhận được sự chăm sóc và bảo vệ của cả cá bố mẹ, bỏ qua giai đoạn là ấu trùng trôi nổi ngoài biển khơi.
Hai loài A. azurelineatus và A. curatus đều nằm trong nhóm Loài sắp nguy cấp theo Sách đỏ IUCN do chúng bị mất môi trường sống.